# Seniorenheim Hellbrunn
Das Seniorenheim Hellbrunn ist ein Altersheim in Salzburg-Nonntal (Hellbrunner Str. 28).

## Geschichte und Architektur

### k.k. Landwehrkaserne (Hellbrunner Kaserne)

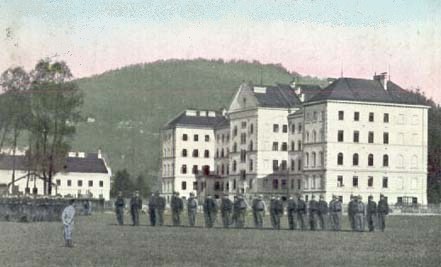
Landwehrkaserne (Postkarte, ca. 1910)

1897/98 wurde hier, an der Hellbrunner Straße südlich vor der Altstadt, die k.k. Landwehrkaserne (Hellbrunner Kaserne) errichtet. Stationiert waren ein Bataillon eines Landwehr-Infanterie-Regiments, zuerst das Landwehrbataillon Nr. 8 des 1889 aufgestellten Regiments Nr. 2 („Linz“), später Nr. 1 („Wien“). Der Exerzierplatz lag Richtung Salzach, daran anschließend im seinerzeitigen Auwald der Schießstand.
Das Hauptgebäude ähnelt der Lehener Infanterie-Kaserne (erb. 1897–99, heute Christian-Doppler-Gymnasium) und bildet heute das Haupthaus des Seniorenheims. Es ist ein mächtiger, viergeschoßiger Langbau mit Tiefparterre. Mitteltrakt und Ecktrakte sind risalitartig ausgesetzt und an der Gebäuderückseite verlängert und die Stirnfassade von einem Spitzgiebel überhöht. Das Dekor ist klassischer Ringstraßenstil, mit neorenaissancierender Blockwerksimiation, heute dunkelbeige in sandfarben abgesetzt, und leicht barockisierenden Rundbogenfenstern mit weißen Faschen.
Das Hauptgebäude steht unter Denkmalschutz.
Von der alten Kaserne sind auch noch das Haus Radauer, das Haus Stöckl und das Personalhaus erhalten sowie bis in die 2000er Jahre die Krankenpflegestation, die durch Neubauten ersetzt wird.

### Seniorenheim und Zubau der 2000er

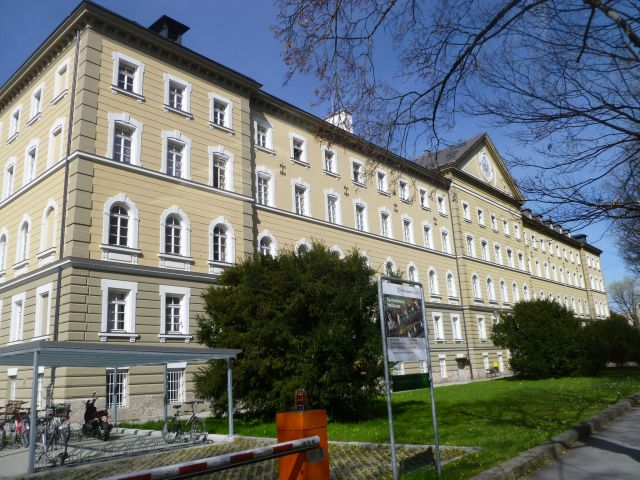
Haupthaus Seniorenheim

1961 übernahm die Stadtgemeinde Salzburg das Anwesen und richtete ein städtisches Altersheim ein. In Folge wurde der Gesamtbestand denkmalgerecht der Verwendung angepasst und saniert.
2004 wurde ein Wettbewerb für einen Neubau (⊙) ausgeschrieben, um eine zeitgemäße Erweiterung zu schaffen.
Dieser Bauplatz liegt direkt neben dem zur Universität Salzburg gehörenden Gebäude der Naturwissenschaftlichen Fakultät von Wilhelm Holzbauer u. a., und im Rahmen der Neugestaltung des Raums Unipark Nonntal/Akademiestraße war auch hier ein architektonisch hochwertiger Bau erwünscht. Das Siegerprojekt stammt vom Architekturbüro Lechner – Lechner – Schallhammer (Horst Lechner, Christine Lechner, Johannes Schallhammer) und zeichnet sich durch ein offenes Raumkonzept und vielfältige Aufenthaltsbereiche und andere Freiräume für soziales Miteinander aus. Die Fassade ist schlicht und formal, durch Dachleisten in den Stockwerken strukturiert, in den Gemeinschaftszonen mit viel Glas gehalten, was den Bezug zur Außenwelt erleichtern soll. Im Grundriss handelt es sich um einen schiefwinkligen Vierkanter, der einen Innenhof ausbildet und 36 Wohneinheiten umfasst. Das Haus ist in Passivbauweise errichtet und bauökologisch wie im Betrieb optimiert.
In zweiter Bauphase wird das heute noch anschließende Altgebäude (Krankenpflegestation) durch einen Weiterbau ersetzt, womit der Zubau ein nach zwei Seiten offenes „Z“ ergeben und sich für die Bewohner großzügig zum Grünraum Freisaal öffnen wird (der durch die sogenannte Grünland-Schutzdeklaration Bestandsgarantie hat).